# 紡織
紡織原是紡紗（英语：spinning）與织布两道生产工序的合称，现在指将纺织纤维等纺织材料加工成产品的过程。

## 历史

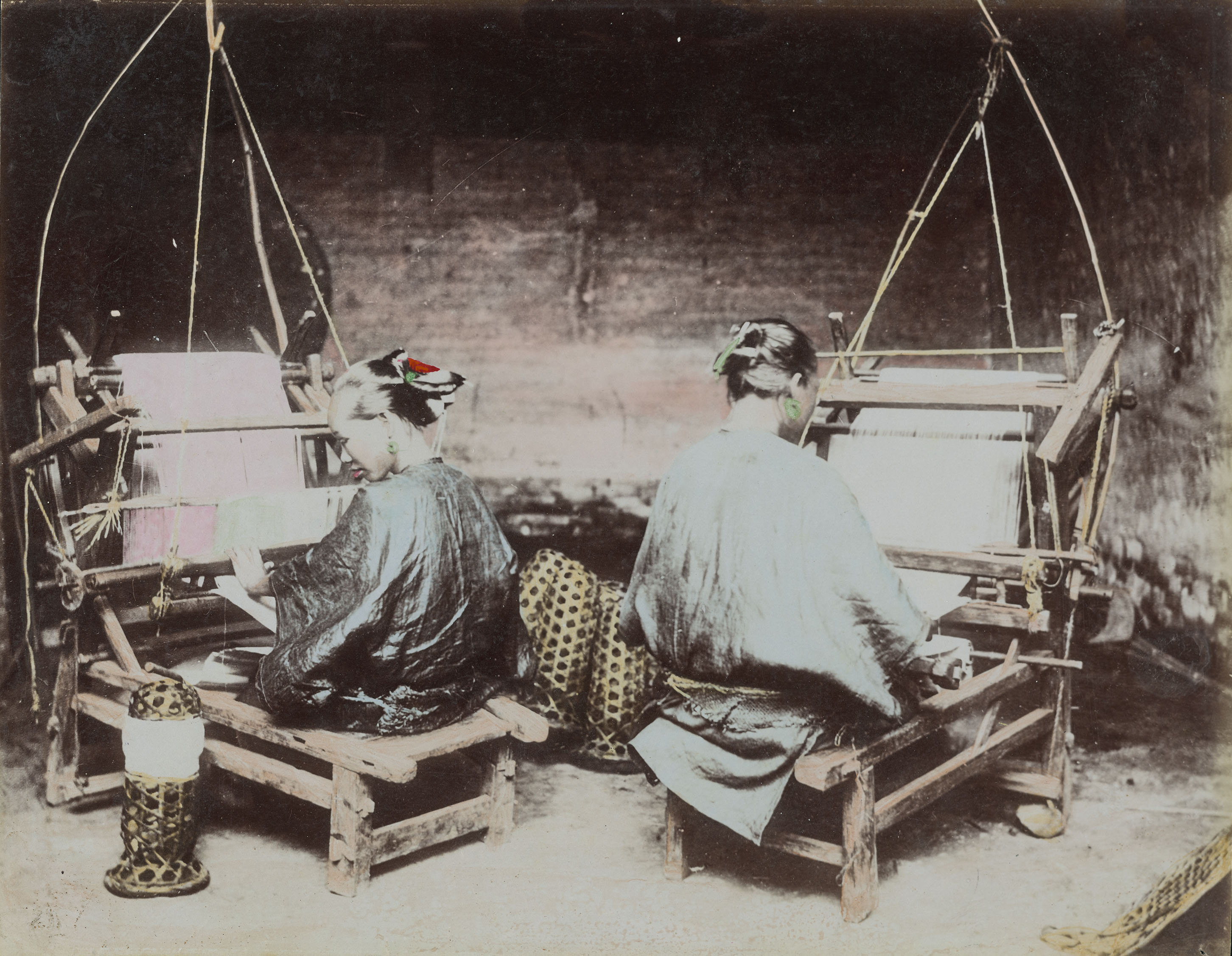
蘇州兩名正在紡織的女性，十九世紀後期

中国舊石器時代山頂洞人址上發現了骨針，為已知紡織最早的起源，要远早于制陶的时间。麻绳、麻布等麻织物是人类最先制造的纺织品。最早可以追溯到公元前4000年埃及的亚麻织物和公元前3600年中国江苏草鞋山出土的葛织物。河南青台村仰韶文化遗址出土的距今5500年的丝织物残片，是中国发现最早的丝织品实物。
新石器時代，紡輪的發明使得冶絲更加便捷。西周則出現了原始的紡織機械：紡車和轈車。漢朝時發明了提花機。宋末元初的黄道婆是名垂青史的纺织专家。明朝宋應星編撰天工開物將紡織技術編入其中。
英國工業革命前期出现了分工细致的工厂，然而6-8个纺工生产的棉纱只能供给1个织工织棉布，引起所谓的“纱荒”。1765年一位叫做詹姆斯·哈格里夫斯的英国织工发明了一种新式的纺纱机，他用自己女儿的名字命名了这台机器，即著名的珍妮纺纱机。新型紡紗機與的改良與發明帶動了英國紡織業的發展，間接影響了日後印度甘地不合作運動的發生。

## 产业

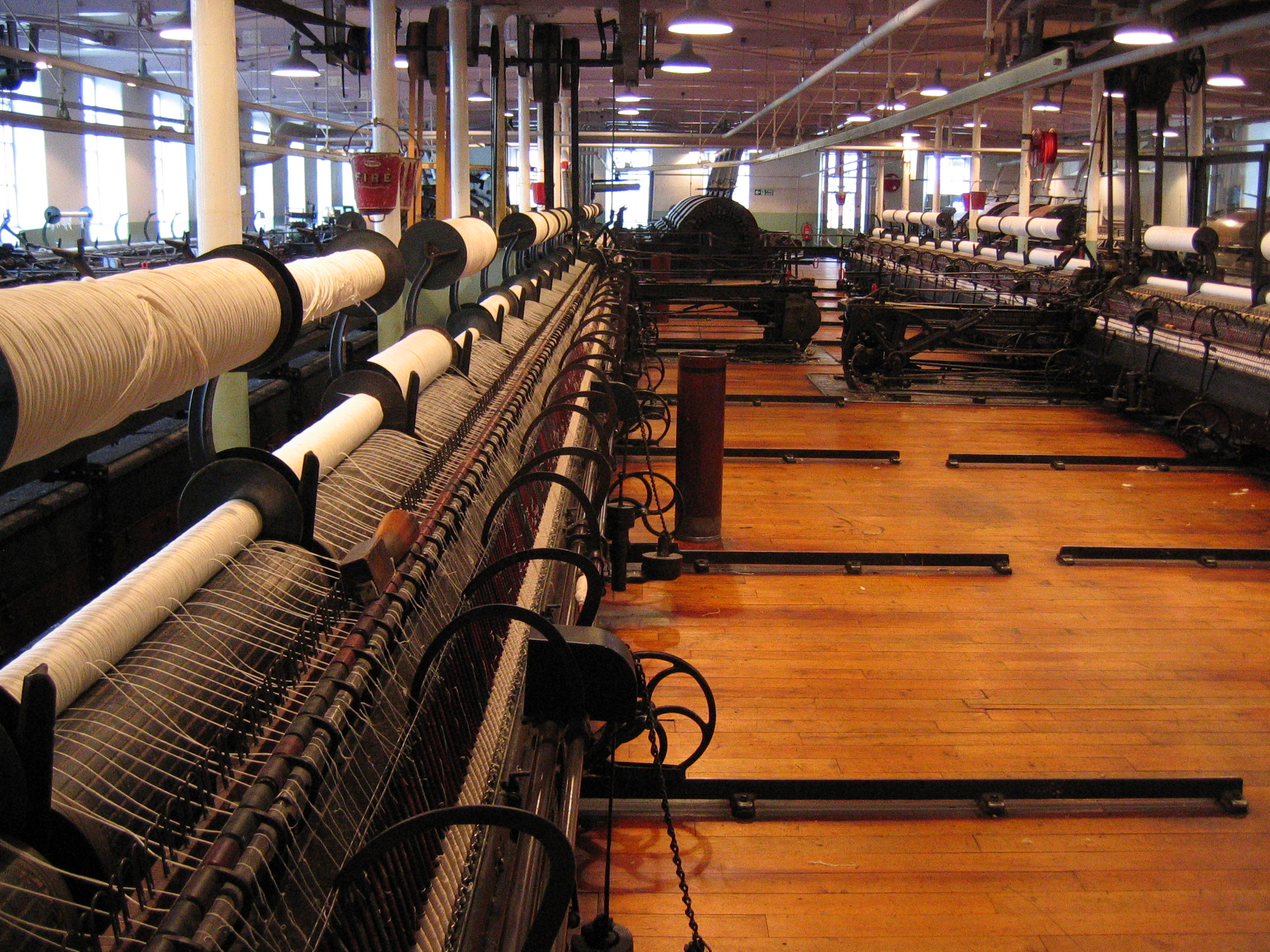
紡織廠

纺织业指的是纱线、布匹、服装的设计与制造。纺织材料既可以是天然材料（棉花、蚕丝等），也可以是化学工业中合成的材料。根据加工材料与产品的不同，纺织业可分为棉纺、毛纺、麻纺、丝绸、服装、化纤、针织、纺机等子行业。2016年，中国纺织业的产量超过世界总产量的一半，国际市场占有率超过三分之一，但在品牌、设计等方面以及高新性能产品的研发上，与国外先进水平还有一定的差距。

### 棉毛织业
棉纺织行业横跨农业和制造业两大生产领域，涉及棉花生产、轧花、纺纱、织布、印染、成衣和终端消费等多个环节。棉纺是把棉纤维或棉型化纤加工成为棉纱、棉线或化纤纱、混纺纱的纺纱工艺过程。棉纺企业为下游的针织、印染、家纺、服装提供大量原料和基础产品。
毛纺织加工行业由羊毛初级加工产品、毛纱、服装面料、人造毛皮、毛毯、毛针织服装等上下游配套齐全的多个产品门类组成，可分为毛条加工、毛纺织、毛染整精加工和毛针织品及编织品制造等四个子行业。

### 丝麻织业
丝麻织业是丝绸加工业与麻纺织的合称。丝绸加工业的原料是蚕茧、蚕丝和绸缎。蚕丝是由生物高分子液晶组成的天然纤维，有桑蚕丝和柞蚕丝两种。桑蚕丝是桑蚕在化蛹前结茧时吐的丝，呈白色，手感柔软；柞蚕丝则呈淡黄色、较粗，不宜漂染。
麻纤维原料包括韧皮纤维和叶纤维两大类。其中，韧皮纤维有苎麻、亚麻、胡麻、黄麻、红麻、茼麻、大麻、罗布麻等；叶纤维有剑麻、蕉麻、菠萝麻等。

### 化纤工业
化纤工业是将天然或合成高分子化合物通过化学或物理的方法加工成化学纤维的产业。20世纪30年代中期开始，采用几种碳链类成纤高聚物溶液制成纤维，被称为第一代合成纤维，主要有涤纶（聚酯）、锦纶（聚酰胺）、腈纶（聚丙烯腈），其次是丙纶（聚丙烯）、维纶（聚乙烯醇）和氯纶（聚氯乙烯）。1956年开始，化纤工业进入“分子工程”阶段，产生了第二代合称纤维（改性纤维）。1960年后，耐高温、难燃、高强力、高模量的特种纤维得到了发展。当今化纤工业中常用的纺丝技术有液晶纺丝、凝胶纺丝、化纤高速纺丝等。液晶纺丝是将液晶聚合物溶液或熔体，经干喷-湿纺、湿纺或熔纺制成纤维；凝胶纺丝是将超高分子量的聚合物配成稀纺丝溶液，然后经干-湿纺、冷却后形成凝胶状丝条的过程；高速纺丝是熔融纺丝的主体，分为熔体纺丝和湿法纺织两种。
据统计，2016年中国化纤产量占据全球总量的60%以上，根据产品分为氨纶行业、丙烯腈行业、PTA行业、乙二醇行业、涤纶长丝行业、己内酰胺行业等。

### 染整与服装加工

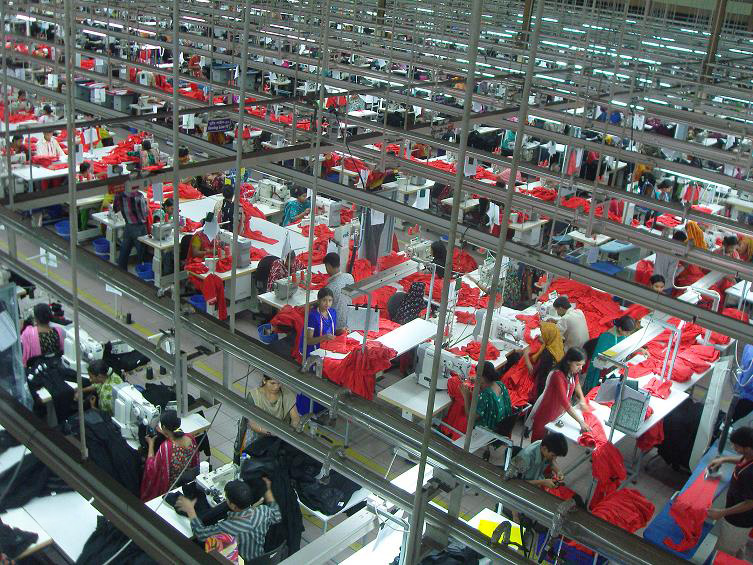
服裝加工廠

染整加工是通过化学或物理的方法对纺织品进行处理，以提高坯纱、坯布的服用性能和使用价值。染整技术包括染色技术、印花技术和后整理技术。染料分矿物染料和植物染料两大类。
十八世纪末，缝纫机的发明大大提高了纺织和制衣产业的生产效率。

## 技术
织布生产技术的发展过程经历了原始手工织造、手工机器织造、普通织机织造、自动织机织造和无梭织机织造五个发展阶段。1785年，英国人卡特赖特发明了第一台动力织机，标志着纺织技术进入了工业化织造时代。1926年，日本人丰田佐吉发明了自动换梭织机，开启了自动织机织造时代。20世纪80年代以来，无梭织机发展迅速，并呈现取代有梭织机的趋势。
现代纺织技术包括纺织工艺、面料设计、纺织品检测、家纺工艺、针织工艺等。

### 纺纱
早在公元前5000年，人类就开始了手工纺织，直到1522年，德国人发明了装有翼锭和筒管的手工纺车，使加捻和卷绕动作可以连续同时进行。19世纪20年代，英国出现了动力走锭纺纱机和环锭纺纱机，使牵引、加捻和卷绕同时进行。环锭纺纱机至今仍被广泛使用。

### 梭织

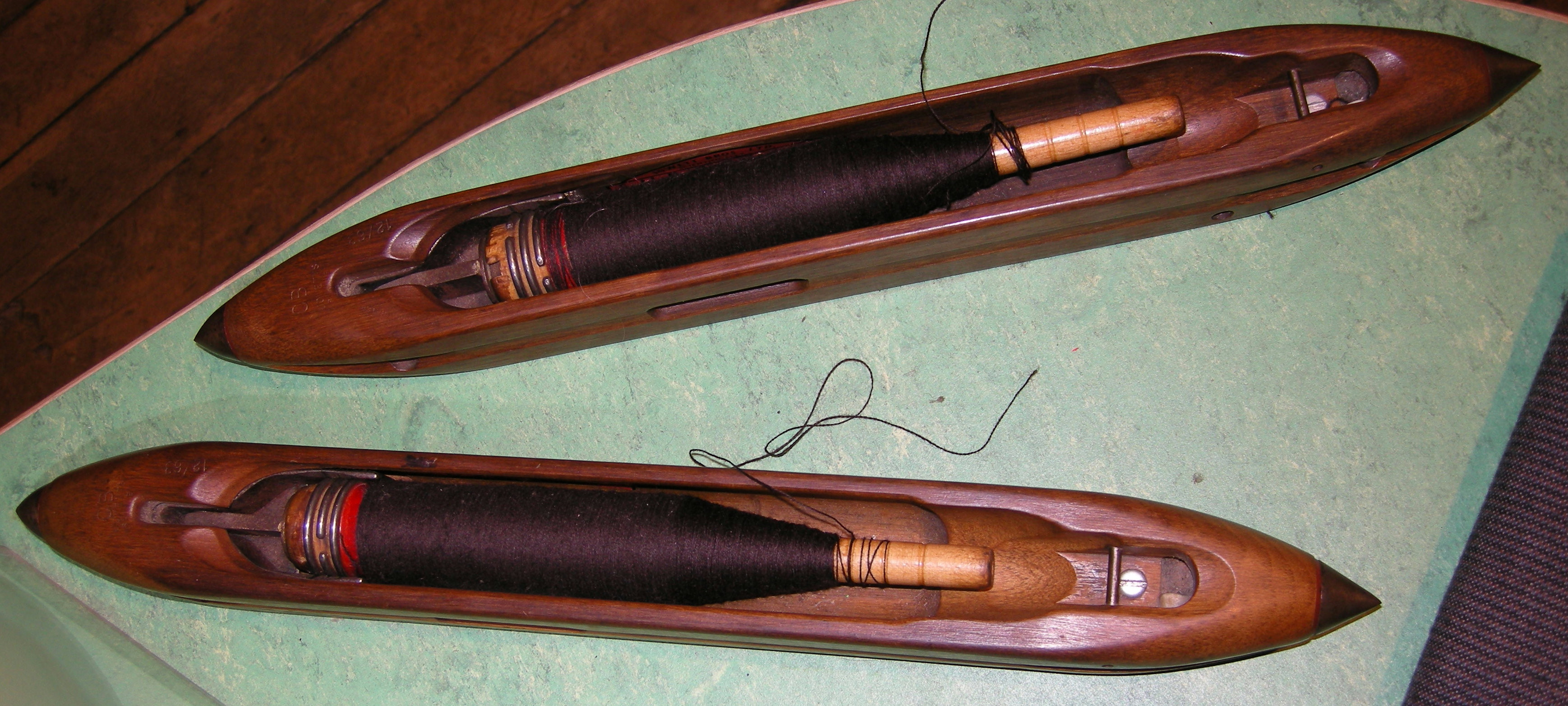
引纬器（梭子）

梭织（英语：Weaving）指将纱线经纬交错织成布料的方法。一般要经过开口、投梭、打纬三道操作工序。其中，开口（英語：Shedding）是将经纱分成两层，形成梭口；投梭（英語：Picking）是将纬纱穿过梭口，横穿织物；打纬（英語：Beating-up）则是推动新穿入的纬纱，将其打入织口。此外，如果织造要连续进行，还有两个必不可少的辅助步骤，即：送经和卷取。送经（英語：Warp control）是将经纱送到织造区域并以一个适当的持续的张力在带边织轴上将其退绕；卷取（英語：Cloth control）是将织物卷到卷布辊上。

### 针织
针织（英语：Knitting）分为棒针编织与钩针编织两大类。

### 无纺
无纺布是通过针轧或梳理机械将纺织纤维高压粘合制成的布料，优点是质轻、柔软、拨水、透气、抗菌、环保，缺点是“不结实”，强度和耐久性较差，不好清洗。

## 产品

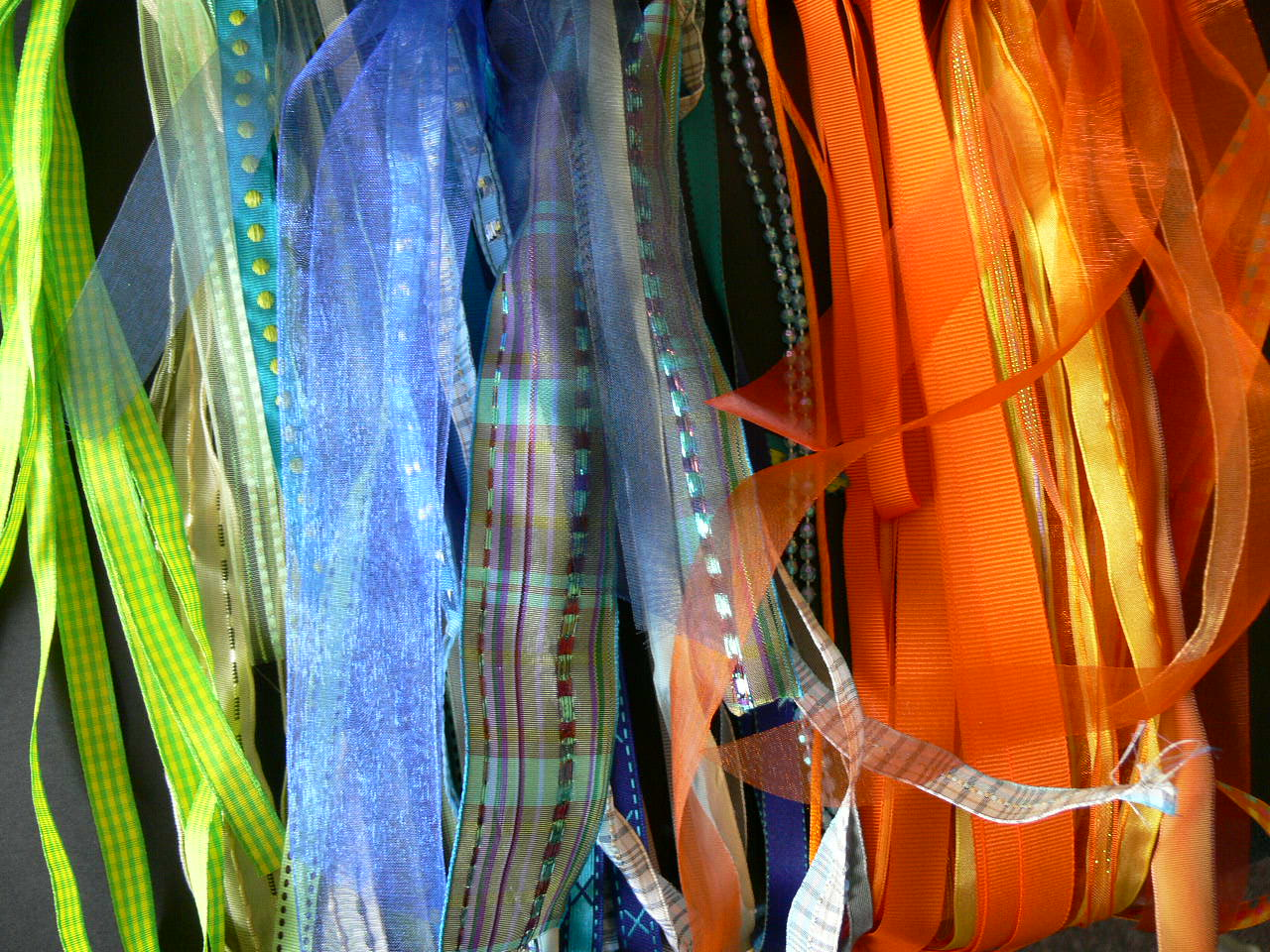
丝带

中國最著名的紡織品莫過於絲綢，絲綢的交易帶動了東西方的文化的交流與交通的發展，也間接影響了西方的商業與軍事。按生产方式不同分为线类、带类、绳类、机织物、针织物、无纺布等六个门类。其中织物按材料分为麻布、紗布、棉布、絲綢等。

## 文化
《史记》提到黄帝娶西陵氏之女嫘祖为妻，她发明养蚕冶絲，被视为中國丝織的起源。
山东省滨州被称为“中国纺织之都”，每年10月举办滨州家纺文化节，对纺织、家纺、服装服饰等名优产品进行展示，涉及棉纺织、毛纺织、印染、针织、棉复织、地毯、化纤、服装等8大行业。
贵州省望谟县有“中国传统纺织文化之乡”的称号，其运用原始的纺车和木质脚踏织布机，纯手工精做而成的布依土布久负盛名。

### 书目
- Collier, Ann M., , Pergamon Press: 258, 1970, ISBN 0-08-018057-4
- 季国标, , 清华大学出版社, 2002, ISBN 7302049394

## 延伸阅读
[在维基数据编辑]